# シークエンス (アニメ)
『Ｓｅｑｕｅｎｃｅ シークエンス』は、1992年に発売された日本のオリジナルビデオアニメ。監督は高橋ナオヒト。

## 概要
雑誌「ぱふ」の表紙イラストや、『鎧伝サムライトルーパー』の公式イラストなどを手がけたみずき健が、1989年に「月刊ウィングス」誌上で発表したコミックのOVA版。

## あらすじ
原因不明の爆発事故で、それまでの記憶を失った高校生の俊明は、未来の世界で自分が「歳蘭」と呼ばれている夢を見るようになる。そんな折、俊明の通う学校に謎めいた転校生がやってくる。

## 声の出演
- 都築俊明 - 佐々木望
- 東野司 - 中村大樹
- 華羅 - 勝生真沙子
- 森尾めぐみ - 天野由梨

## スタッフ
- 監督：高橋ナオヒト
- プロデューサー：加藤博、田崎廣
- 制作：藤田純二
- 原作：みずき健
- 脚本：荒川稔久
- キャラクター原案：みずき健
- キャラクターデザイン：音無竜之介
- 作画監督：音無竜之介
- 美術監督：地蔵本拓嗣
- 撮影監督：高橋明彦
- 音楽：渡辺俊幸
- 録音監督：田中英行